# 林涵
林涵（Han LIN，1984年9月11日—），台灣電影導演，現任為「繁盛映畫 」總監、導演、編劇，曾演出《雙瞳》、《夏天的尾巴》，畢業於國立台灣藝術大學戲劇研究所，亦曾為2008年台北電影節十大明日之星代言。
原創劇本作品《碧綠》榮獲45屆電影優良劇本獎、《沒有名字的甜點店》第一屆電視節目劇本獎。編寫公視電影短片《黑暗之後》劇本、電視劇《沒有名字的甜點店》原作劇本（榮獲第一屆電視節目劇本創作獎佳作）、經濟部電影短片《林桑的西裝》編導、紀錄片《我們的南門市場》編導、文化部短片輔導金以及高雄拍雙料得主短片：《繁花盛開》入選釜山短片電影節、洛衫磯女性影展、SFF札幌國際短片電影節列該片為「The SSF 2018 Programmer's Delight 」之一等。
成立「繁盛映畫Wild Green Films」電影公司，並於2019年1月11日發行金馬獎最佳劇情片《大象席地而坐》。

## 電影
- 《雙瞳》
- 《夏天的尾巴》
- 《夜夜》
- 電影短片《漂流天堂》入圍瑞士盧卡諾影展競賽片
- 電影短片《無障礙》金穗獎優等作品獎
- 電影短片《分開旅行》
- 公視人生劇展《警察遊戲》入圍荷蘭鹿特丹影展
- 公視人生劇展《出走的好理由》
- 公視學生劇展《少男的祈禱》
- 電影短片《失語的城市》入圍台灣倫敦電影節
- 公視人生劇展《黑暗之後》入圍荷蘭鹿特丹影展、台北電影節
- 華碩A project for Asus X Jay周杰倫微電影《See you next life》
- 卡尼爾愛關懷舞蹈微電影《Love ,Take care》
- 電影短片《末日的房間》
- 金馬影展電影短片《四分人》
- 高雄電影節電影短片《小清新大爆炸》
- 《陆小凤传奇之陆小凤前传》
- 中央氣象局微電影《花之秘》
- 外太空科幻電影短片《盧克萊修計劃》

## 電視劇
- 中視《原味的夏天》
- 東森
- 中國中央電視台《陆小凤传奇之陆小凤前传》
- 公視《沒有名字的甜點店》
- 公視《麻醉風暴》

## 廣告
- 2016年中國學生影展形象廣告《The great ocean 》大海篇
- 2017年執導工業局MIT微電影《林桑的西裝》（上下集）
- 《三陽機車》遊樂園篇
- 《清露新茶》
- 《金莎巧克力》
- 《維力泡麵小辣妹》
- 統一麥飯石礦泉水 非好水不喝篇
- 金莎巧克力 all pass篇
- 高崗屋yoyo優格
- 黑松汽水 換新包裝篇
- 2006年紫絲帶電影節形象廣告

## 舞台劇
- 《戀人絮語》飾演H（女主角）、由Double A 實驗體製作
- 《失眠的愛麗絲》飾演愛麗絲（女主角）、由Double A 實驗體製作
- 《背叛》飾演艾瑪（女主角）、國立台灣藝術大學
- 《禁足》飾演（女主角）、國立台灣藝術大學
- 《睡夢天堂》導演、國立台灣藝術大學
- 《晚安媽嗎》導演、國立台灣藝術大學

## MV
- 郭品超〈我不像我〉、〈兩個人〉
- 五月天MV 〈雨眠〉、〈有你的將來〉
- 辛曉琪MV 〈怎麼〉
- 林佑威MV 〈SARA〉
- 蛋堡ft.徐佳莹 〈嘘…〉
- 張傑MV 〈殤〉
- 廖文強MV 〈我才沒有〉
- 陳浩民MV 〈我愛你〉
- 李榮浩MV 〈喜劇之王〉
- 黃品源MV 〈為什麼你不再愛我〉
- 陳奕迅MV 〈喜歡一個人〉
- 蕭秉治MV 〈愛過你有多久就有多痛〉
- 甜約翰MV 〈城市的浪漫運作〉

## 動畫
- 魔獸世界-浩劫與富翁  配音 黑暗女王希瓦娜斯.風行者Sylvanas Windrunner、由AFK PL@YERS製作
- 魔獸世界-電視巫妖王  配音 黑暗女王希瓦娜斯.風行者Sylvanas Windrunner、由AFK PL@YERS製作
- 任務大丈夫 Quest Busters  配音 艾妮克絲(阿梅)、由AFK PL@YERS製作
- 任務大丈夫2 Quest Busters 2  配音 艾妮克絲(阿梅)、由AFK PL@YERS製作
- 爐石戰記:終極資料片 Hearthstone: The Ultimate Expansion  惡搞對白配音「你媽要你去吃飯」 、由AFK PL@YERS製作

## 獎項
- 第一屆電視節目劇本創作獎 《沒有名字的甜點店》

- 第45屆優良電影劇本獎《碧綠》

- 電影短片《繁花盛開》獲得2016年高雄電影館「高雄拍影像創作計劃」、「文化部短片輔導金」補助。並於2017 高雄電影節 「高雄拍」單元放映、2018 金穗獎 「短片輔導金成果展」放映、2018 亞太酷兒影展聯盟APQFFA「最佳亞太酷兒影展短片競賽獎」 、2018 TIQFF 台灣國際酷兒影展 、2018 SFF札幌國際短片電影節列為「The SSF 2018 Programmer's Delight 」之一、2018 LA Femme洛杉磯女性影展 入選「官方短片競賽單元 」、2018 首爾驕傲同志影展Seoul Pride Film Festival 「短片單元」、2019 緬甸仰光同志影展&PROUD Yangon film festivals「Asia short films」、Taiwan Film Festival Iceland冰島台灣影展「Taiwanese short films」、Taiwan Film Festival UK英國台灣影展「Reality Check: Taiwanese short films」釜山短片電影節BISFF「Busan International Short Film Festival」(奧斯卡 認證影展)、夏威夷檀香山彩虹電影節「官方單元」、布達佩斯Busho短片電影節「International Panorama官方單元」